# 胡安·爱德华多·苏尼加
胡安·爱德华多·苏尼加·阿马罗（西班牙語：Juan Eduardo Zúñiga Amaro，1919年1月24日—2020年2月24日）是西班牙作家、文学批评家和翻译家。

## 生平
1919年1月24日出生于马德里。曾在美术学院和哲学与文学学院学习，后来选择了钻研斯拉夫语言文学。1951年出版第一部长篇小说《无价值的一切》。
作为翻译家，他将一些俄语、保加利亚语和葡萄牙语的文学作品翻译为西班牙语。
2016年获西班牙国家文学奖。
2020年2月24日病逝，享耆壽101歲。

## 叙事文学作品
- 《无价值的一切》（Inútiles totales），1951年
- 《珊瑚与水》（El coral y las aguas），1962年
- 《世界末日》（El último día del mundo），1992年
- 《铅花》（Flores de plomo），1999年
- 《内战三部曲》（La trilogía de la Guerra Civil）
  - 《马德里漫长的十一月》（Largo noviembre de Madrid），1980年
  - 《大地将成为天堂》（La tierra será un paraíso），1989年
  - 《荣耀之都》（Capital de la gloria），2003年